# 춘천시의 국회의원
강원도 춘천시의 국회의원에 대한 정보이다.

## 행정구역 변천
- 1945년 8월 15일 강원도 춘천군
- 1946년 6월 1일 춘천군 춘천읍이 춘천부로 승격, 춘천군은 춘성군으로 개칭
- 1949년 8월 15일 춘천부가 춘천시로 개칭
- 1954년 11월 17일 춘성군 사내면이 화천군에 편입
- 1989년 4월 1일 신동면이 동내면으로, 남면이 남산면으로 분면
- 1992년 2월 1일 춘성군이 춘천군으로 명칭 환원
- 1995년 1월 1일 춘천시와 춘천군이 통합하여 '춘천시' 설치

## 춘천시의 역대 국회의원 일람
| 대수         | 이름           | 소속정당           | 임기                               | 선거구역 | 개표결과 |
| ------------ | -------------- | ------------------ | ---------------------------------- | --- | -------- |
| 제1대        | 최규옥(崔圭鈺) | 대한독립촉성국민회 | 1948년 5월 31일 - 1950년 5월 30일  | 춘천부 일원(제1선거구) | 보기     |
| 제1대        | 이종순(李鍾淳) | 대한독립촉성국민회 | 1948년 5월 31일 - 1950년 5월 30일  | 춘성군 일원(제2선거구) | 보기     |
| 제2대        | 홍창섭(洪昌燮) | 무소속             | 1950년 5월 31일 - 1954년 5월 30일  | 춘천시 일원(제1선거구) | 보기     |
| 제2대        | 박승하(朴勝夏) | 무소속             | 1950년 5월 31일 - 1954년 5월 30일  | 춘성군 일원(제2선거구) | 보기     |
| 제3대        | 홍창섭(洪昌燮) | 자유당             | 1954년 5월 31일 - 1958년 5월 30일  | 춘천시 일원(제1선거구) | 보기     |
| 제3대        | 임우영(林祐永) | 국민회             | 1954년 5월 31일 - 1958년 5월 30일  | 춘성군 일원(제2선거구) | 보기     |
| 제4대        | 계광순(桂珖淳) | 민주당             | 1958년 5월 31일 - 1960년 7월 28일  | 춘천시 일원(제1선거구) | 보기     |
| 제4대        | 임우영(林祐永) | 자유당             | 1958년 5월 31일 - 1960년 7월 28일  | 춘성군 일원(제4선거구) | 보기     |
| 제5대 민의원 | 계광순(桂珖淳) | 민주당             | 1960년 7월 29일 - 1961년 5월 16일  | 춘천시 일원(제1선거구) | 보기     |
| 제5대 민의원 | 이찬우(李燦雨) | 무소속             | 1960년 7월 29일 - 1961년 5월 16일  | 춘성군 일원(제4선거구) | 보기     |
| 제6대        | 신옥철(申玉澈) | 민주공화당         | 1963년 12월 17일 - 1967년 6월 30일 | 춘천시·춘성군 일원(제1선거구) | 보기     |
| 제7대        | 김우영(金宇榮) | 민주공화당         | 1967년 7월 1일 - 1971년 6월 30일   | 춘천시·춘성군 일원(제1선거구) | 보기     |
| 제8대        | 홍창섭(洪昌燮) | 신민당             | 1971년 7월 1일 - 1972년 10월 17일  | 춘천시·춘성군 일원(제1선거구) | 보기     |
| 제9대        | 손승덕(孫承德) | 민주공화당         | 1973년 3월 12일 - 1979년 3월 11일  | 춘천시·춘성군·철원군·화천군·양구군 일원(제1선거구) | 보기     |
| 제9대        | 홍창섭(洪昌燮) | 무소속             | 1973년 3월 12일 - 1979년 3월 11일  | 춘천시·춘성군·철원군·화천군·양구군 일원(제1선거구) | 보기     |
| 제10대       | 손승덕(孫承德) | 민주공화당         | 1979년 3월 12일 - 1980년 10월 27일 | 춘천시·춘성군·철원군·화천군·양구군 일원(제1선거구) | 보기     |
| 제10대       | 김준섭(金俊燮) | 신민당             | 1979년 3월 12일 - 1980년 10월 27일 | 춘천시·춘성군·철원군·화천군·양구군 일원(제1선거구) | 보기     |
| 제11대       | 홍종욱(洪鍾旭) | 민주정의당         | 1981년 4월 11일 - 1985년 4월 10일  | 춘천시·춘성군·철원군·화천군 일원(제1선거구) | 보기     |
| 제11대       | 신철균(申喆均) | 한국국민당         | 1981년 4월 11일 - 1985년 4월 10일  | 춘천시·춘성군·철원군·화천군 일원(제1선거구) | 보기     |
| 제12대       | 이민섭(李敏燮) | 민주정의당         | 1985년 4월 11일 - 1988년 5월 29일  | 춘천시·춘성군·철원군·화천군 일원(제1선거구) | 보기     |
| 제12대       | 신철균(申喆均) | 한국국민당         | 1985년 4월 11일 - 1988년 5월 29일  | 춘천시·춘성군·철원군·화천군 일원(제1선거구) | 보기     |
| 제13대       | 한승수(韓昇洙) | 민주정의당         | 1988년 5월 30일 - 1992년 5월 29일  | 춘천시 일원 | 보기     |
| 제13대       | 이민섭(李敏燮) | 민주정의당         | 1988년 5월 30일 - 1992년 5월 29일  | 춘성군·양구군·인제군 일원 | 보기     |
| 제14대       | 손승덕(孫承德) | 통일국민당         | 1992년 5월 30일 - 1993년 5월 22일  | 춘천시 일원 | 보기     |
| 제14대       | 류종수(柳鍾洙) | 민주자유당         | 1993년 8월 13일 - 1996년 5월 29일  | 춘천시 일원 | 보기     |
| 제14대       | 이민섭(李敏燮) | 민주자유당         | 1992년 5월 30일 - 1996년 5월 29일  | 춘천군·양구군·인제군 일원 | 보기     |
| 제15대       | 한승수(韓昇洙) | 신한국당           | 1996년 5월 30일 - 2000년 5월 29일  | 춘천시 갑: 신북읍, 동면, 서면, 사북면, 북산면, 중앙동, 소낙동, 근화동, 소양동, 호반동, 후평1동, 후평2동, 후평3동, 사우동, 우두동, 사농동, 신동                                  | 보기     |
| 제15대       | 류종수(柳鍾洙) | 자유민주연합       | 1996년 5월 30일 - 2000년 5월 29일  | 춘천시 을: 동산면, 신동면, 동내면, 남면, 남산면, 교동, 조운동, 약사동, 죽림동, 효자1동, 효자2동, 효자3동, 석사동, 퇴계동, 온의동, 삼천동, 칠송동                                | 보기     |
| 제16대       | 한승수(韓昇洙) | 민주국민당         | 2000년 5월 30일 - 2004년 5월 29일  | 춘천시 일원 | 보기     |
| 제17대       | 허천(許梴)     | 한나라당           | 2004년 5월 30일 - 2008년 5월 29일  | 춘천시 일원 | 보기     |
| 제18대       | 허천(許梴)     | 한나라당           | 2008년 5월 30일 - 2012년 5월 29일  | 춘천시 일원 | 보기     |
| 제19대       | 김진태         | 새누리당           | 2012년 5월 30일 - 2016년 5월 29일  | 춘천시 일원 | 보기     |
| 제20대       | 김진태         | 새누리당           | 2016년 5월 30일 - 2020년 5월 29일  | 춘천시 일원 | 보기     |
| 제21대       | 허영(許榮)     | 더불어민주당       | 2020년 5월 30일 - 2024년 5월 29일  | 춘천시·철원군·화천군·양구군 갑: 춘천시 동산면 신동면 남면 동내면 남산면 교동 조운동 약사명동 근화동 소양동 후평1동 후평2동 후평3동 효자1동 효자2동 효자3동 석사동 퇴계동 강남동 | 보기     |
| 제21대       | 한기호(韓起鎬) | 미래통합당         | 2020년 5월 30일 - 2024년 5월 29일  | 춘천시·철원군·화천군·양구군 을: 춘천시 신북읍 동면 서면 사북면 북산면 신사우동, 철원군 일원, 화천군 일원, 양구군 일원                                                           | 보기     |
| 제22대       | 허영(許榮)     | 더불어민주당       | 2024년 5월 30일 -                  | 춘천시·철원군·화천군·양구군 갑: 춘천시 동산면 신동면 남면 동내면 남산면 교동 조운동 약사명동 근화동 소양동 후평1동 후평2동 후평3동 효자1동 효자2동 효자3동 석사동 퇴계동 강남동 | 보기     |
| 제22대       | 한기호(韓起鎬) | 국민의힘           | 2024년 5월 30일 -                  | 춘천시·철원군·화천군·양구군 을: 춘천시 신북읍 동면 서면 사북면 북산면 신사우동, 철원군 일원, 화천군 일원, 양구군 일원                                                           | 보기     |

## 같이 보기
- 원주시의 국회의원
- 철원군의 국회의원
- 화천군의 국회의원
- 양구군의 국회의원
- 포천시의 국회의원
- 여주시의 국회의원
- 가평군의 국회의원
- 양평군의 국회의원
- 춘천시 (1988년 선거구)
- 춘성군 (선거구)
- 춘천시 갑
- 춘천시 을
- 춘천시 (2000년 선거구)
- 춘천시·철원군·화천군·양구군 갑
- 춘천시·철원군·화천군·양구군 을